# Gérald-Brice Viret
Gérald-Brice Viret, né à Annecy le 30 décembre 1967, est un dirigeant dans le secteur audiovisuel. 
Il a fait carrière sur des chaînes locales et nationales et sur les vecteurs du câble, du satellite, puis de la télévision numérique terrestre et de la télévision sur Internet.
Il a commencé comme journaliste dans des chaînes régionales, a dirigé des pôles TV des groupes Pathé (1996), NRJ (2006) et Lagardère (2013), et rejoint le groupe Canal+ en 2015.
En 2024, il est directeur général de Canal+ France en charge des Antennes et des Programmes, et chargé de mission pour les médias du groupe Lagardère.

## Parcours professionnel

### Début de carrière
Après un Master 2 Cinéma, Télévision et Nouveaux Médias à l'Université Paris-1 Panthéon Sorbonne, Gérald-Brice Viret débute à la radio en 1986 à Annecy. 
En 1989, il participe à la création de 8 Mont-Blanc, en tant que directeur de l'Antenne et des Programmes aux côtés de Patrice Laffont et André Campana. Cette chaîne de télévision généraliste locale, croît rapidement et s’installe dans le paysage médiatique local. Il aborde le secteur des chaînes locales et régionales, comme directeur des Antennes et des Programmes de Télé Lyon Métropole où il présente une émission quotidienne, Tout peut arriver.[source secondaire souhaitée]
Il est nommé directeur des Antennes et des Programmes Antilles Télévision pour le lancement de la chaîne ATV. De retour en métropole en 1994, il rejoint France 3 comme rédacteur en chef de Continentales et Directeur de l'Antenne de France 3 Nancy.
En 1996, il rejoint le Groupe Pathé, et y restera 10 ans[source secondaire souhaitée]. Il participe à la création de la chaîne documentaire Voyage, en tant que directeur des Antennes et des Programmes, puis comme directeur général adjoint[source secondaire souhaitée]. En 2000, au Québec, il crée la chaîne découverte Évasion (chaîne de télévision).

### Lancement de la TNT: TMC et NRJ
En 2002, il est nommé à la direction générale de TMC. Il conduit la candidature de la chaîne auprès du CSA pour l’obtention d’une fréquence en télévision numérique terrestre.
Durant un temps, il assure une fonction de conseiller auprès de la chaîne 2M au Maroc, et participe au lancement de l'émissions « Studio 2M ».
En 2006, il prend la direction de la nouvelle chaîne NRJ 12. Il participe à la création de la chaîne Chérie 25.
Il préside le « Groupement TNT » de 2007 à 2009.

### Groupe Lagardère
En 2013, Gérald-Brice Viret rejoint le Groupe Lagardère en tant que directeur délégué du pôle télévision de Lagardère Active, en France et à l’international. Ce périmètre englobe les chaînes « jeunesse et famille » Gulli, Canal J et TiJi, la chaîne féminine « jeunes adultes » June, et les chaînes « musicales » Mezzo, Mezzo Live HD, MCM, MCM Pop, MCM Top, Virgin Radio TV et RFM TV. Il préside les chaînes Gulli et Mezzo.
Il y ajoute des responsabilités associatives : entre 2013 et 2015, il est président de l'ACCeS (Association des Chaînes Conventionnées Éditrices de Services). Cette association défend l'offre payante au sein du paysage audiovisuel français. Élu le 4 juin 2013, il est réélu pour un an le 27 novembre 2014.

### Groupe Canal+
Le 10 décembre 2015, il est nommé directeur général des Antennes et des Programmes du groupe Canal+. Le 8 mars 2016, il est en plus directeur de Canal+.
Après des grèves historiques, il veut renforcer la place de CNews parmi les chaînes d’information en continu. Il défend le « positionnement marketing nécessaire » de la chaîne.
En mars 2019, Gérald-Brice Viret signe, au nom de Canal+ et avec une vingtaine de groupe de médias et de communication, une « charte de bonne conduite contre le harcèlement sexuel et les agissements sexistes » portée par l'association « Pour les femmes dans les médias ».
Selon Mediapart, il serait l'origine d'une campagne de dénigrement sur internet en 2023 contre un député LFI (Louis Boyard) insulté par l'animateur Cyril Hanouna. La prise de position du député sur le plateau de Touche pas à mon poste ! était hostile au propriétaire de la chaîne télévisée Vincent Bolloré ; la démarche aurait été réalisée par une agence de communication appartenant au milliardaire breton : Progressif Media.

## Ouvrage
- Gérald-Brice Viret, Idées reçues sur la télévision de demain, Paris, Cavalier Bleu Eds, 15 octobre 2015, 118 p. (ISBN 2846706484)

## Distinctions
- Chevalier de la Légion d'honneur (25 mars 2016)[21]
- Chevalier de l'ordre des Arts et des Lettres[22]